# Mauricio Montalvo Samaniego
 (juillet 2021).
La mise en forme du texte ne suit pas les recommandations de Wikipédia : il faut le « wikifier ».
Les points d'amélioration suivants sont les cas les plus fréquents. Le détail des points à revoir est peut-être précisé sur la page de discussion.
- Les titres sont pré-formatés par le logiciel. Ils ne sont ni en capitales, ni en gras.
- Le texte ne doit pas être écrit en capitales (les noms de famille non plus), ni en gras, ni en italique, ni en « petit »…
- Le gras n'est utilisé que pour surligner le titre de l'article dans l'introduction, une seule fois.
- L'italique est rarement utilisé : mots en langue étrangère, titres d'œuvres, noms de bateaux, etc.
- Les citations ne sont pas en italique mais en corps de texte normal. Elles sont entourées par des guillemets français : « et ».
- Les listes à puces sont à éviter, des paragraphes rédigés étant largement préférés. Les tableaux sont à réserver à la présentation de données structurées (résultats, etc.).
- Les appels de note de bas de page (petits chiffres en exposant, introduits par l'outil «  Source ») sont à placer entre la fin de phrase et le point final[comme ça].
- Les liens internes (vers d'autres articles de Wikipédia) sont à choisir avec parcimonie. Créez des liens vers des articles approfondissant le sujet. Les termes génériques sans rapport avec le sujet sont à éviter, ainsi que les répétitions de liens vers un même terme.
- Les liens externes sont à placer uniquement dans une section « Liens externes », à la fin de l'article. Ces liens sont à choisir avec parcimonie suivant les règles définies. Si un lien sert de source à l'article, son insertion dans le texte est à faire par les notes de bas de page.
- La présentation des références doit suivre les conventions bibliographiques. Il est recommandé d'utiliser les modèles {{Ouvrage}}, {{Chapitre}}, {{Article}}, {{Lien web}} et/ou {{Bibliographie}}. Le mode d'édition visuel peut mettre en forme automatiquement les références.
- Insérer une infobox (cadre d'informations à droite) n'est pas obligatoire pour parachever la mise en page.

Pour une aide détaillée, merci de consulter Aide:Wikification.
Si vous pensez que ces points ont été résolus, vous pouvez retirer ce bandeau et améliorer la mise en forme d'un autre article.
Pour les articles homonymes, voir Montalvo et Samaniego.
Mauricio Montalvo Samaniego (Ambato, 1961) est un avocat et diplomate équatorien. Il est l'actuel ministre des affaires étrangères de l'Équateur. Il a obtenu une maîtrise de Droit de l'université d'Harvard et est avocat diplômé de l'Université pontificale catholique d'Équateur.
Il est entré au Ministère des relations extérieures de l'Équateur en 1982. Depuis 2005, il a exercé comme ambassadeur dans différents pays à travers le monde. Il a ainsi été notamment représentant permanent à l'ONU et également directeur de politique multilatérale et directeur des relations frontalières avec la Colombie.
Il a exercé comme sous-secrétaire de la coopération internationale au ministère des affaires étrangères de le 10 juillet 2018 jusqu'au 2019 oú il a été nommé comme ambassadeur en Australie,.
En 2021, le président Guillermo Lasso l'as nommé Ministre des affaires étrangères de l'Équateur.
Pendant sa maîtrise à l'école de Droit d'Harvard, il a pu fréquenter Barack Obama.

## Biographie
Au cours de ses années universitaires, son leadership, son intelligence et ses traits oratoires étaient déjà d'importants atouts pour lui: il a été nommé représentant des étudiants au conseil académique de PUCE (1983) et président de l'association de la faculté de droit PUCE (1984).
Par la suite, il a été diplômé comme Docteur en Jurisprudence (1986), Avocat (1986) et Sciences Juridiques (1984) par la Université pontificale catholique d'Équateur (PUCE).
Il possède un master en Droit (LL.M.) de l'Université d'Harvard (1990) où il a été collègue du président Barack Obama.
De plus, il possède un diplôme en administration publique de l'École Nationale d'Administration (ENA) de Paris, France (2004).
Il a été professeur à la Faculté de Jurisprudence de la PUCE, de l'École de Sciences Internationales de l'Université Centrale de l'Équateur, du Collège de Jurisprudence de USFQ, de la Faculté de Droit et Sciences Sociales de l'Université des Amériques (UDLA), et professeur invité de l'École de Droit de l'Université du Porto Rico, à San Juan. Il a également exercé comme conférencier à l'IAEN, FLACSO, Université Andine, Académie de Guerre, École Supérieure de Police, entre autres. Il a publié divers articles spécialisés en droit international.
Il a occupé diverses fonctions diplomatiques dans les Missions Permanentes auprès de la OEA à Washington DC, auprès de l'ONU à New York et auprès de l'UNESCO à Paris, en France. Il a été Ambassadeur Permanent auprès de l'ONU et les Organismes Internationaux à Genève (Suisse), et comme Ambassadeur d'Équateur en Australie, avec assistance auprès de la Nouvelle-Zélande et Fidji.

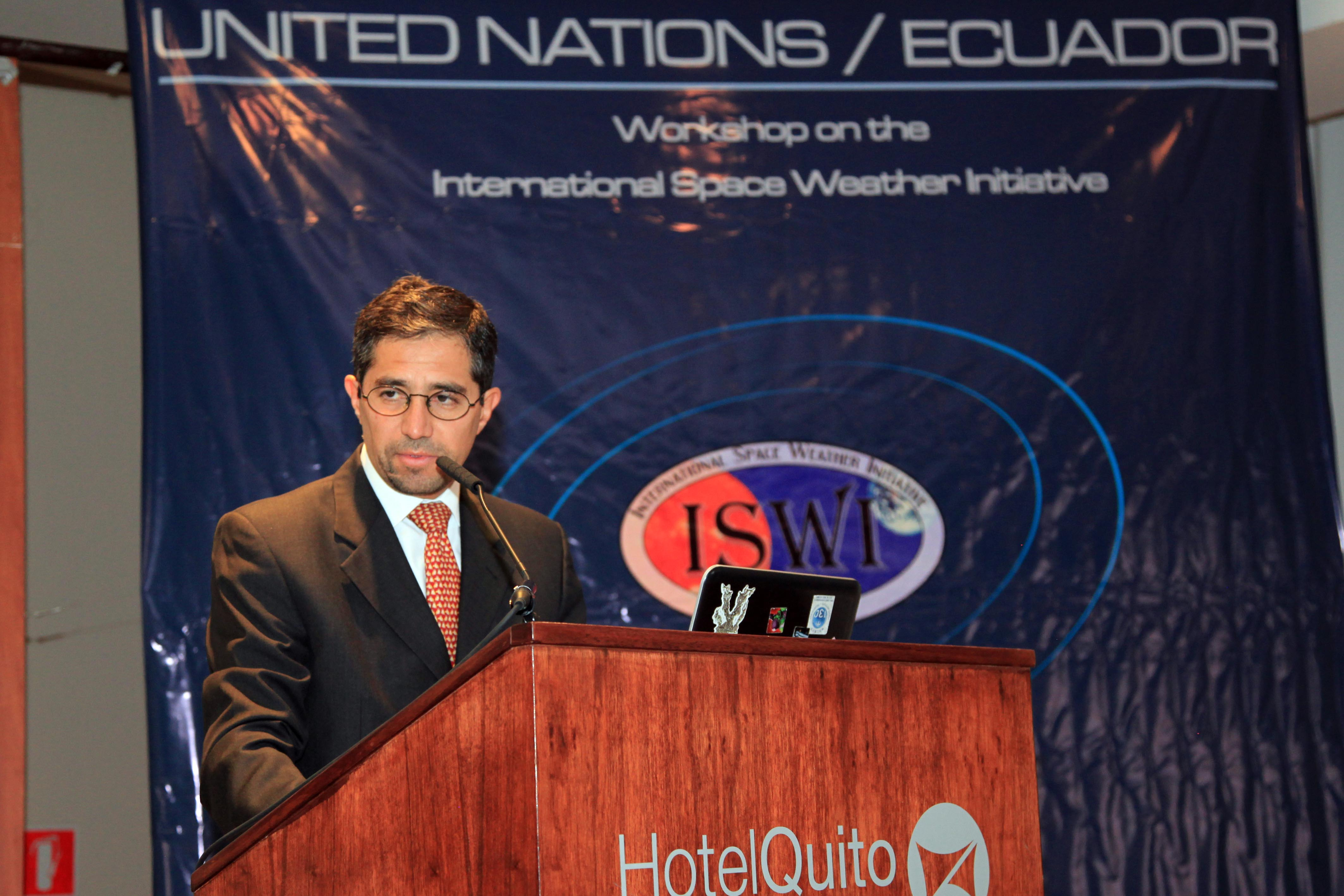
Quito (l'Équateur), 08 Octobre du 2012. L'Ambassadeur Mauricio Montalvo a inauguré l'Atelier International sur le Climat Spatial en représentation du Ministère de Relations Extérieures, Commerce et Intégration. Photo: Xavier Ferme Cedeño/Ministère de Relations Extérieures, Commerce et Intégration.

## Distinctions
- Grand Cruz du Mandat Au Mérite du Chili.
- Cavalieri Du Mandat de l'Étoile de la Solidarité Italienne.

## Charges et fonctions
- Sous-secrétaire d'Organismes Internationaux[4]
- Président-directeur général de Communication[4]
- Président-directeur général de Politique Multilatéral[4]
- Président-directeur général des Relations  Frontalières avec la Colombie[4]
- Secrétaire  de la  Junte Consultative[4]
- Coordinateur Général de Cancillería[4]
- Coordinateur Général de Cimes[4]
- Sous-secrétaire Multilateral[4]
- Conseiller  Juridique  de la    Présidence  de la    République[4]
- Conseiller  du Ministre de Finances[4]
- Consultant de la Banque Mondiale
- Sous-secrétaire Général de l'Administration[4]
- Doyen de la Faculté de Droit et Sciences Sociales de l'Université des Amériques (Équateur)[7]

## Ouvrages publiés
Il est co-auteur du livre « El camino a la integración desde la identidad : Una aproximación suramericana » avec le politologue équatorien Bernardo Gortaire Morejón. Dans cet ouvrage, les auteurs étudient l'importance de l'identité dans la construction de processus d'intégration régionale plus solides et plus réussis.